# 梅泽赫
梅泽赫（英語：Al-Mazzeh；阿拉伯语：‎）是叙利亚大马士革的一个自治市。位于大马士革市中心的西南部，沿着梅泽赫公路可抵达。

## 概述
法国人建造了梅泽赫军用机场，这个机场是大马士革的主要机场，直到大马士革国际机场开放。它还关押着臭名昭著的梅泽赫监狱，直到2000年。市政当局包括大马士革大学，并有许多外国使馆。市政府坐落在梅泽山顶，俯瞰了整个大马士革。
2012年，在叙利亚内战期间，当地居民参加了反政府抗议活动，大量人员被逮捕。2012年3月，该地区经历了政府部队与叛逃者之间的激烈战斗。

## 著名建筑
- 大马士革总统府
- 梅泽赫监狱（英语：Mezzeh prison）
- 梅泽赫军事机场（英语：Mazzeh Military Airport）
- 梅泽赫军事医院（英语：Mezzeh Military Hospital）[6]